# Peter Marzinkowski
Peter Marzinkowski CSSp (* 19. März 1939 in Liegnitz, Provinz Niederschlesien; † 21. Oktober 2024 in Knechtsteden, Dormagen) war ein deutscher Spiritanerpater und römisch-katholischer Bischof von Alindao in der Zentralafrikanischen Republik.

## Leben
Peter Marzinkowski kam nach der Vertreibung aus Schlesien mit seiner Familie nach Neuss, wo er aufwuchs. Er trat der Ordensgemeinschaft der Missionsgesellschaft vom Heiligen Geist bei. 1961 legte er in Heimbach die zeitlichen und 1964 in Rom die ewigen Gelübde ab. Er studierte Philosophie am Seminar der Spiritaner im Kloster Knechtsteden und von 1963 bis 1967 Katholische Theologie an der Päpstlichen Universität Gregoriana in Rom. Am 21. Juli 1966 empfing Marzinkowski in Köln die Priesterweihe.
1968 sandte ihn sein Orden in die Zentralafrikanische Republik, wo er zunächst die einheimische Sprache Sango lernte. Er war als Missionar in Bria (1968–1977) tätig, Pfarrer der Pfarrei Notre Dame des Victoires in Bambari und Diözesanbeauftragter für die Fortbildung der Laien (1977–1982).
Nach seiner Rückkehr nach Deutschland war er als Missionsprokurator damit betraut, für die Mission zu werben. Von 1986 bis 1992 war er Generalrat seiner Kongregation. Nach seiner Rückkehr in die Zentralafrikanische Republik war er von 1993 bis 2000 Generalvikar in der Diözese Mbaïki und ab 2000 Provinzialoberer seines Ordens in Deutschland.
2004 wurde er von Papst Johannes Paul II. zum Bischof des neu gegründeten Bistums Alindao in der Zentralafrikanischen Republik ernannt. Die Bischofsweihe spendete ihm am 3. April 2005 Paulin Pomodimo, Erzbischof von Bangui; Mitkonsekratoren waren der Bischof von Bangassou, Juan-José Aguirre Muñoz MCCI, und der Bischof von Mbaïki, Guerrino Perin MCCI.
Peter Marzinkowski sprach neben Deutsch, Französisch, Englisch und Italienisch auch fließend Sango, die Nationalsprache in der Zentralafrikanischen Republik.
2009 erlitt Peter Marzinkowski bei einer Reise durch das Elsass einen Herzstillstand, konnte jedoch reanimiert werden. Am 19. März 2014 nahm Papst Franziskus das von Peter Marzinkowski aus Altersgründen vorgebrachte Rücktrittsgesuch an.
Er starb am 21. Oktober 2024 in Knechtsteden im Alter von 85 Jahren.

## Ehrungen und Auszeichnungen
Die Dr.-H.-G.-Waider-Stiftung für Völkerverständigung und Frieden verlieh Bischof Marzinkowski am 17. September 2009 in Fulda den Winfried-Preis.